# Бычков, Евгений Матвеевич
Евгений Матвеевич Бычков (1 ноября 1934, Нижний Тагил, Свердловская область — 24 марта 2014, Москва) — советский хозяйственный, государственный и политический деятель. Член КПСС.

## Биография
Родился в 1934 году в Нижнем Тагиле. 
С 1957 года — на хозяйственной, общественной и политической работе. В 1957—2005 гг. — инженер, старший инженер Уралмашзавода, первый секретарь райкома[какого?] ВЛКСМ, первый секретарь Красноуральского горкома КПСС, заведующий отделом Свердловского обкома КПСС, директор Свердловского завода ОЦМ, начальник Управления драгоценных металлов Министерства финансов — руководитель Государственного хранилища ценностей, председатель Комитета Российской Федерации по драгоценным металлам и драгоценным камням, банковский работник.
Лауреат Государственной премии СССР (1982).
Умер в Москве в 2014 году. Похоронен на Кунцевском кладбище.